# Cúpula triangular
En geometría, la cúpula triangular es uno de los sólidos de Johnson (J3). Se puede ver como medio cuboctaedro.
Los 92 sólidos de Johnson fueron nombrados y descritos por Norman Johnson en 1966.

## Fórmulas
Fórmulas de la altura ({\displaystyle H}), área ({\displaystyle A}) y volumen ({\displaystyle V}) de la cúpula triangular con caras regulares (sólido de Johnson) y aristas de longitud {\displaystyle L}:
{\displaystyle H=L\cdot {\frac {\sqrt {6}}{3}}\approx L\cdot 0.8164965809}
{\displaystyle A=L^{2}\cdot \left(3+{\frac {5{\sqrt {3}}}{2}}\right)\approx L^{2}\cdot 7.330127019}
{\displaystyle V=L^{3}\cdot {\frac {5{\sqrt {2}}}{6}}\approx L^{3}\cdot 1.178511302}